# Rudolf Dornstrauch
Rudolf Dornstrauch (getauft am 25. Januar 1646 in Clausthal; gestorben nach 1685) war ein deutscher Münzmeister in der Stadt Celle.

## Leben
Nachdem der Braunschweig-Lüneburgische Herzog Georg Wilhelm im Jahr 1673 die Celler Münzstätte in der Vorburg von Schloss Celle wiedereröffnete, übernahm Rudolf Dornstrauch im selben Jahr dort die Aufgaben des Münzmeisters. Er wirkte in dieser Position, bis ab 1685 oder 1687 Jacob Jenisch beziehungsweise Jobst Jacob Jenisch das Amt übernahm.
Rudolf Dornstrauch nutzte für seine Prägungen in der Celler Münzstätte die Buchstaben RD als Münzzeichen.

## Werke
- Kursmünzen wie Mariengroschen, zum Beispiel mit den Initialen GW des Münzherrn Georg Wilhelm oder dem nach links springenden Sachsenross aus der Werkstatt Dornstrauchs finden sich – ehemals aus der Sammlung von Ernst Otto Horn – unter anderem in den Staatlichen Kunstsammlungen Dresden (SKD).[5]